# Eo biển Đan Mạch

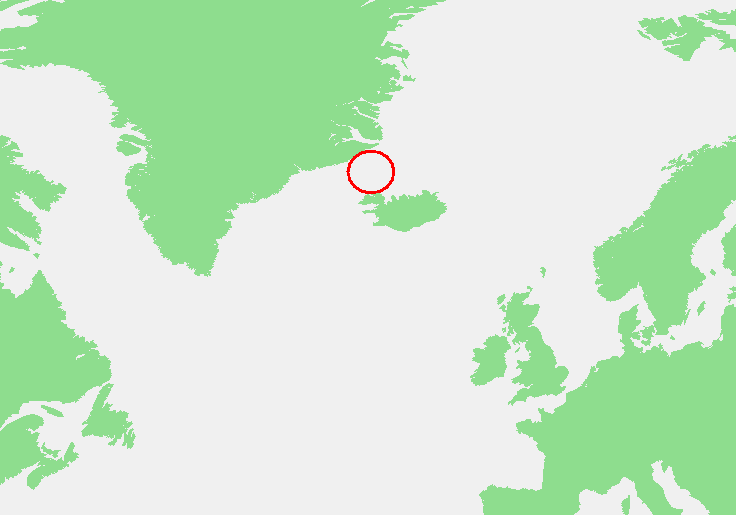
Vị trí Eo biển Đan Mạch

Eo biển Đan Mạch (tiếng Đan Mạch: Danmarksstrædet, tiếng Iceland: Grænlandssund, tiếng Iceland có nghĩa là "Eo biển Greenland") là một eo biển giữa tây bắc đảo Greenland và đông nam Iceland. Đảo Jan Mayen của Na Uy nằm ở phía đông bắc của eo biển này.
Eo biển Đan Mạch nối biển Greenland - một phần kéo dài của Bắc Băng Dương - với Đại Tây Dương. Eo biển này dài 480 km (300 dặm), chỗ hẹp nhất rộng 290 km (180 dặm). Chỗ nông nhất có chiều sâu 191 mét (625 feet). "Dòng nước Đông Greenland" (East Greenland Current) lạnh chảy qua eo biển này, mang theo các núi băng xuống phía nam vào Bắc Đại Tây Dương. Đây là nơi đánh bắt cá quan trọng.
Trong Chiến tranh thế giới thứ hai, Trận eo biển Đan Mạch đã diễn ra ngày 24.5.1941. Tàu chiến Bismarck của Đức đã đánh chìm tàu tuần dương HMS Hood của Hải quân Hoàng gia Anh khiến nhiều binh sĩ bị chết, và gây thiệt hại nghiêm trọng cho tàu chiến Prince of Wales của Anh. Tàu Bismarck đã vào được Đại Tây Dương qua eo biển này, nhưng các hư hại trong trận đánh đã không cho phép tàu Bismmarck phá hủy đoàn tàu được hộ tống của Anh.